# Brownie/Make slow
「Brownie/Make slow」（ブラウニー/メイク スロウ）は、Sanaの2作目のシングル（両A面シングル）。2004年11月10日にKONAMIから発売された。

## 概要
- 前作「僕のトナリ」から約5ヶ月ぶりのリリース。
- テレビアニメ『わがまま☆フェアリー ミルモでポン! わんだほう』のエンディングテーマを収録している。

## 収録曲
1. Brownie
作詞：Sana / 作曲：鈴木捺浩 / 編曲：Haraddy
テレビアニメ『わがまま☆フェアリー ミルモでポン! わんだほう』エンディングテーマ
2. Make slow
作詞：Kiyosaru / 作曲・編曲：イケダトモノリ
3. Space Dog
作詞・作曲・編曲：村井聖夜
4. Brownie（karaoke）
5. Make slow（karaoke）